# Zweiter Ägyptisch-Osmanischer Krieg
|  | Dieser Artikel oder Abschnitt wurde wegen inhaltlicher Mängel auf der Qualitätssicherungsseite der Redaktion Geschichte eingetragen (dort auch Hinweise zur Abarbeitung dieses Wartungsbausteins). Dies geschieht, um die Qualität der Artikel im Themengebiet Geschichte auf ein akzeptables Niveau zu bringen. Dabei werden Artikel gelöscht, die nicht signifikant verbessert werden können. Bitte hilf mit, die Mängel dieses Artikels zu beseitigen, und beteilige dich bitte an der Diskussion! |

Der Zweite Ägyptisch-Osmanischer Krieg, auch Zweiter Türkisch-Ägyptischer Krieg oder Zweiter Syrienkrieg, war ein militärischer Konflikt zwischen dem Osmanischen Reich und seiner autonomen Provinz Ägypten.

## Hintergrund
Der Krieg war der Höhepunkt des langen Machtkampfes zwischen dem Osmanischen Reich und dem ägyptischen Pascha Muhammad Ali, der die gesamte Levante zu destabilisieren drohte.

## Krieg

### Beginn der Kampfhandlungen
Am 24. Juni 1839 fiel die Osmanische Armee in Syrien ein. Sie wurde hierbei vom preußischen Offizier Helmuth von Moltke begleitet und versuchte, die im Ersten Ägyptisch-Osmanischer Krieg verlorenen Gebiete zurückzuerobern. Allerdings konnte Muhammad Alis Armee unter General Ibrahim Pascha die osmanische Armee in der Schlacht von Nezib vernichtend schlagen. Hierdurch konnte er Syrien in Besitz nehmen. Wenige Tage nach der Schlacht starb der osmanische Sultan Mahmud II. und der 16-jährigen Abdülmecid I. folgte nach. Am 1. Juli 1839 segelte die osmanische Flotte nach Alexandria und ergab sich Muhammad Ali. Großbritannien, Russland und Österreich verpflichteten sich, das wankende Osmanische Reich zu unterstützen und Muhammad Ali, der von Frankreich und Spanien unterstützt wurde, zum Rückzug aus Syrien zu zwingen. Im Gegenzug leitete der neue Sultan mit der Verkündung des Edikts (Hatt-ı Şerif) von Gülhane am 3. November 1839 mit der proklamierten Gleichstellung aller osmanischen Untertanen die Periode des Tanzimat ein.
Die Minister des neuen Sultans boten Muhammad Ali die Herrschaft über Syrien an, aber der britische, österreichische und russische Botschafter zwangen ihn, das Angebot zurückzunehmen.

### Marineintervention in Syrien
Im Juni 1840 schickte Admiral Sir Robert Stopford, Kommandeur der britischen Mittelmeerflotte, Commodore Charles Napier mit einem kleinen Geschwader an die syrische (heute libanesische) Küste. Anschließend wurde ihm befohlen, nach Beirut zu reisen, um die Ägypter zum Rückzug zu zwingen. Die Situation vor Ort war äußerst instabil und erforderte schnelles und entschlossenes Handeln.
Am 11. August 1840 tauchten Napiers Schiffe vor Beirut auf und er forderte Soliman Pascha, den Gouverneur von Muhammad Ali, auf, die Stadt und Syrien zu verlassen. Kurze Zeit später lehnte sich die Bevölkerung gegen die Besatzungsarmee von Muhammad Ali auf. Allerdings war Napiers Streitmacht gegen 15.000 ägyptischen Truppen zu klein. Im September kamen Stopfords Schiffe hinzu. Am 11. September brachen offene Kampfhandlungen aus, als Napier Beirut bombardierte und mit 1500 Türken und Marinesoldaten eine Landung in Jounieh durchführte, um gegen Ibrahim vorzugehen. Dieser konnte aufgrund der Revolte nur versuchen, die Küstenstädte zu halten.

### Sidon, Nahr-el-Kelb und Boharsef
Da der Brigadegeneral der Armee, Sir Charles Smith, erkrankt war, befehligte Napier die Landstreitkräfte und führte einen erfolgreichen Ausfall gegen eine albanische Streitmacht am Nahr-el-Kelb durch. Anschließend bombardierte er mit einem gemischten Geschwader aus britischen, türkischen und österreichischen Schiffen Sidon am 26. September und landete mit der Sturmkolonne. Sidon kapitulierte innerhalb von zwei Tagen. Während er sich darauf vorbereitete, die ägyptischen Stellungen auf den Höhen von Boharsef anzugreifen, erhielt Napier den Befehl, sich von der Führung der Landstreitkräfte zurückzuziehen, um Platz für Brigadegeneral Smith zu machen, der sich von seiner Krankheit erholt hatte und auch das Kommando über die türkischen Truppen übernommen hatte. Napier beschloss, dem Befehl nicht zu gehorchen, und setzte den Angriff gegen Ibrahims Armee fort. Die Kämpfe am 9. Oktober waren heftig, aber siegreich. Anschließend überließ Napier die Landstreitkräfte Smith. Währenddessen hatten die Ägypter Beirut am 3. Oktober verlassen.

### Bombardierung von Arce
Anschließend wendete sich die Flotte Acre zu, der einzigen Küstenstellung, die noch in ägyptischer Hand war. Die von Stopford befehligte und von kleinen österreichischen und türkischen Geschwadern unterstützte Mittelmeerflotte bezog am 3. und 4. November Stellung gegen die West- und Südseite von Acre und eröffnete um 14:00 Uhr das Feuer. Die Schiffe ankerten näher am Ufer als erwartet und die ägyptischen Kanonen waren zu hoch gerichtet. Das Feuer der Schiffe war dank der Ausbildung im Rahmen der neuen Geschützschule der Royal Navy, der HMS Excellent, verheerend präzise. Die Ägypter hatten keine Gelegenheit, ihren Fehler zu korrigieren. Ihre Waffen wurden durch direkte Treffer und durch den Einsturz der Mauern der Befestigungsanlagen außer Gefecht gesetzt. Um 16: 20 Uhr schlug eine Granate in das Hauptmagazin im Süden der Stadt ein, explodierte und tötete 1100 Mann. Die Geschütze an Land verstummten und in dieser Nacht wurde die Stadt besetzt. Die britischen Verluste waren gering: 18 Männer wurden getötet und 41 verwundet. Die Schiffe hatten 48.000 Schuss abgefeuert.

## Nachwirkungen
Der rasche Zusammenbruch der Macht von Muhammad Ali war nicht im Sinne der Alliierten, da er zu blutigem Chaos in Ägypten geführt hätte. Stopford schickte Napier nach Alexandria, damit er dort die Situation beobachtete. Dort kam er am 25. November mit einem Teil seines Geschwaders an. Wieder agierte er selbstständig und erzwang ein Blockade. Dann verhandelte er ohne Rücksprache mit seinem Admiral oder der britischen Regierung persönlich die Konvention von Alexandria mit Muhammad Ali, der ihm und seinen Erben die Souveränität Ägyptens garantierte und versprach, Ibrahims bedrängte Armee nach Alexandria zurückzulassen, falls Muhammad Ali seinerseits auf alle Ansprüche auf Syrien und die osmanische Flotte verzichten würde. Stopford und der britische Botschafter waren über dieses Ergebnis wütend. Stopford lehnte das Verhandlungsergebnis sofort ab, als sie davon erfuhren, und mehrere alliierte Mächte erklärten es für nichtig. Trotz Napiers langjähriger persönlicher Freundschaft mit Lord Palmerston prangerte die britische Regierung die Vereinbarung an. Der später vom Sultan geschlossene und bestätigte formelle Vertrag nutzte jedoch die Einigung von Napier als Grundlage für die Verhandlungen und unterschied sich davon nur in geringfügigen Punkten.